# Zaklad iz Ajgine
Zaklad iz Ajgine je pomemben minojski zlat zaklad, najden na otoku Ajgina v Grčiji. Od leta 1892 je del zbirke Britanskega muzeja. 

## Odkritje
Zaklad je bil najden v grobnici na otoku Ajgina leta 1891, čeprav natančne okoliščine še niso bile določene. Britanski muzej je večino zaklada kupil leta 1892 od britanskega podjetja Cresswell Brothers, ki je bil ustanovljen v Londonu. Muzej je leta 1914 kupil nadaljnje predmete iz zaklada. 

## Opis
Zaklad je v veliki meri sestavljen iz zlatega nakita, ki je bil na podlagi sloga in ikonografije datiran v grško bronasto dobo med leti 1850 in 1550 pr. n. št.  Vključuje dva para unikatnih uhanov, tri diademe, obesek za prsni koš, zapestnico, zlato skodelico, štiri prstane, okrašene plošče in navadne trakove. Obstaja tudi pet obročev ali prstanov in številne kroglice in obeski iz različnih materialov, kot so zlato, lapis lazuli, ametist, kremen, karneol in zelen jaspis

## Obesek in uhani
Najpomembnejši predmeti v zakladu so obesek za prsni koš in par uhanov. Zdi se, da obesek predstavlja kretsko božanstvo, ki ga obkrožata dve gosi na polju. Zdi se, da sta za njimi stojita  dva rogova svetega bika. Boga so arheologi imenovali "gospodar živali". Par uhani je zasnovanih v obliki dvoglavih kač, ki obkrožajo dva para obračajočih hrtov.

## Galerija
- Drugi uhan
- Različne ogrlice
- Ena od 54 enakih zlatih plščic
- Vtiskana zlata skodelica zroteto in spiralami
- Podolgovat okrasni prsni ornament s človeškimi glavami na obeh koncih
- Zlati ornament, ki temelji na levji glavi
- Zlat prstan z vložki lapis lazuli v obliki dvojne sekire